# Прищик Валерій Іванович
Валерій Іванович Прищик (більш відомий як Прищ; 6 квітня 1960, Київ — 1 грудня 2003, Київ) — київський кримінальний авторитет.

## Біографія
Народився 6 квітня 1960 року в Києві на Воскресенці. Колишній спортсмен-велосипедист. Був одним із засновників ТОВ «Ринок-1», який курує роботу найбільшого столичного ринку «Троєщина». Угруповання Прища діяло в Києві з 1992 року, займаючись рекетом, вимаганням, вбивствами. Створене воно було з учасників найбільшого тоді угруповання Чайника після його вбивства. Прищ був «бригадиром» цього угруповання.
Чайник з Прищем контролювали в той час «Патент» — напівстихійний ринок на Троєщині, де перші «човники» торгували привезеним з Польщі товаром. Восени 1992 року Чайник був убитий. У скоєнні вбивства підозрювали Прищика, але звинувачення проти нього зняли через нестачу доказів. Водночас, після смерті Чайника, Прищ відбув покарання за іншими статтями, здавшись правоохоронцям у час, коли боявся помсти від оточення покійного.
Прищик стає повноправним кримінальним господарем найбільшого столичного ринку і засновником багатьох інших підприємств, зокрема, він легалізує своє володіння ринком «Троєщина», стає засновником ТОВ «Елоіс», яке є власником основного майна на ринку. Окрім легального бізнесу, угруповання Прища продовжувала займатися й більш «традиційними» справами. Майже відкритий рекет на ринку, злісне хуліганство, в результаті якого дві людини потрапили до лікарні з важкими травмами, ще один помер від побоїв.
З 1997 року щодо учасників угруповання Прища було порушено півтора десятка кримінальних справ. У 1999 році Прищика було оголошено в розшук. 19 червня 2001 року його затримали в Києві. Утім, Прищик тоді особливо й не ховався, займався своїм бізнесом і навіть виїжджав за кордон. Незабаром угруповання Прища було зняте з оперативного обліку в міліції як таке, що припинило злочинну діяльність. У квітні 2003 року його знову поставили на облік.
27 грудня 2002 року Прищик був визнаний Шевченківським райсудом Києва винним у злочинах, які підпадають під статті Кримінального кодексу «Протидія законній господарській діяльності» і «Хуліганство», і засуджений на три роки позбавлення волі. Після оголошення вироку Прищика звільнили прямо в залі суду, врахувавши його півторарічне перебування під вартою (рік в СІЗО зараховується за два роки в колонії). Звинувачення в організації організованого злочинного угруповання і нанесенні тяжких тілесних ушкоджень з Валерія Івановича були зняті. Також у залі суду були звільнені подільники Прищика, яким інкримінували нанесення тяжких тілесних ушкоджень, — за давністю терміну злочину. Суд мотивував своє рішення слабкою доказовою базою, представленої УБОЗ, слідством і прокуратурою. 13 травня 2003 року Київський апеляційний суд залишив вирок райсуду без змін.

Склеп Валерія Прищика

За неофіційними даними, активне правове переслідування Валерія Прищика і його бізнесу було розпочато з подачі його конкурентів, які планували перехопити контроль над ринком «Троєщина», який вони хотіли докорінно реорганізувати, а на його місці і прилеглих територіях розгорнути будівництво житлових, офісних і торгових комплексів.

## Вбивство
Увечері 1 грудня 2003 року Прищик відправився до відомчого госпіталю Міноборони на вулиці Госпітальній відвідати брата. Близько 22:00 у дворі лікарні до нього підійшов невідомий і зробив з саморобного пістолета-кулемета з глушником (калібр 9 мм) 12 пострілів у спину і два контрольних у голову. Кілер утік, а Прищик помер тієї ж ночі в реанімації. Похований у склепі на Лісовому кладовищі.